# Mesogloea
Die Mesogloea (griechisch mesos – mitten, ho gloios – klebriges Öl) ist ein gallertartiges Gewebe, welches bei den Hohltieren (Nesseltiere und Rippenquallen) den Zwischenraum zwischen der inneren Gastrodermis- und der äußeren Epidermisschicht ausfüllt. Sie ist im Ursprungsfall zellfrei, bei den meisten Gruppen wandern jedoch verschiedene Zellen in die Schicht ein.
Die Mesogloea besteht zu 98 % aus Wasser, außerdem enthält sie Kollagene, Mucosaccharide und Glycoproteine. Die eingewanderten, meist epidermalen, aber auch gastrodermalen Zellen, bilden bei einigen Taxa ein Skelett aus Fibrillen. Bei den Schirmquallen (Scyphozoa) und den Blumentieren (Anthozoa) ist die Mesogloea meistens sehr voluminös, während sie etwa bei den Hydrozoen nur eine schmale Stützlamelle bildet. Bei den Medusen (Quallen) sowie den Rippenquallen spielt die Mesogloea auch eine Rolle für den Auftrieb.